# Santeri Väänänen
Santeri Väänänen (1º gennaio 2002) è un calciatore finlandese, centrocampista del Rosenborg e della nazionale finlandese under-21, di cui è capitano.

## Caratteristiche tecniche
È un centrocampista centrale.

## Carriera

### Club
Cresciuto nel settore giovanile dell'HJK, debutta in prima squadra il 7 ottobre 2018 in occasione dell'incontro di Veikkausliiga vinto 1-0 contro il VPS. Nella stagione 2021-2022 ha esordito nelle competizioni UEFA per club, giocando 3 partite nei turni preliminari di Champions League, 2 partite nei turni preliminari di Europa League e 2 partite nella fase a gironi di Conference League.
Il 7 dicembre 2022 è stato reso noto il suo passaggio ai norvegesi del Rosenborg, a partire dal 1º gennaio 2023: ha firmato un contratto quadriennale con il nuovo club.

### Nazionale
Ha giocato nelle nazionali giovanili finlandesi Under-17, Under-19 ed Under-21.
Nel 2023 ha esordito nella nazionale maggiore finlandese.

## Statistiche
Statistiche aggiornate al 30 settembre 2021.

### Presenze e reti nei club
| Stagione        | Squadra         | Campionato      | Campionato | Campionato | Coppe nazionali | Coppe nazionali | Coppe nazionali | Coppe continentali | Coppe continentali | Coppe continentali | Altre coppe | Altre coppe | Altre coppe | Totale | Totale | Totale |
| Stagione        | Squadra         | Comp            | Pres       | Reti       | Comp            | Pres            | Reti            | Comp               | Pres               | Reti               | Comp        | Pres        | Reti        | Pres   | Reti   |        |
| --------------- | --------------- | --------------- | ---------- | ---------- | --------------- | --------------- | --------------- | ------------------ | ------------------ | ------------------ | ----------- | ----------- | ----------- | ------ | ------ | ------ |
| 2017            | Klubi 04        | Y               | 0          | 0          | CF              | 2               | 0               |                    | -                  | -                  |             | -           | -           | 0      | 0      |        |
| 2018            | Klubi 04        | Y               | 16         | 0          |                 | -               | -               |                    | -                  | -                  |             | -           | -           | 16     | 0      |        |
| 2019            | Klubi 04        | K               | 5          | 1          |                 | -               | -               |                    | -                  | -                  |             | -           | -           | 5      | 1      |        |
| 2021            | Klubi 04        | K               | 1          | 0          |                 | -               | -               |                    | -                  | -                  |             | -           | -           | 1      | 0      |        |
| 2018            | HJK             | VL              | 1          | 0          | CF              | 0               | 0               | UEL                | 0                  | 0                  |             | -           | -           | 1      | 0      |        |
| 2019            | HJK             | VL              | 9          | 0          | CF              | 1               | 0               | UCL+UEL            | 0                  | 0                  |             | -           | -           | 10     | 0      |        |
| 2020            | HJK             | VL              | 8          | 0          | CF              | 2               | 0               |                    | -                  | -                  |             | -           | -           | 10     | 0      |        |
| 2021            | HJK             | VL              | 6          | 0          | CF              | 4               | 0               | UCL+UEL+UECL       | 3+2+2              | 0                  |             | -           | -           | 17     | 0      |        |
| Totale carriera | Totale carriera | Totale carriera | 46         | 1          |                 | 9               | 1               |                    | 7                  | 0                  |             | -           | -           | 62     | 2      |        |

## Palmarès

### Club

#### Competizioni nazionali
- Campionato finlandese: 3

HJK: 2020, 2021, 2022
- Coppa di Finlandia: 1

HJK: 2020